# 1588 Descamisada
Descamisada (asteróide 1588) é um asteróide da cintura principal, a 2,819053 UA. Possui uma excentricidade de 0,0696578 e um período orbital de 1 926,58 dias (5,28 anos).
Descamisada tem uma velocidade orbital média de 17,11049158 km/s e uma inclinação de 11,26636º.
Esse asteróide foi descoberto em 27 de Junho de 1951 por Miguel Itzigsohn.
Este planeta menor foi nomeado em homenagem a Eva Perón e seu nome é uma forma feminizada de "descamisado" (sem camisa) – termo usado para denotar os cidadãos da classe trabalhadora que formaram a base de apoio do peronismo.